# Archetto tranviario

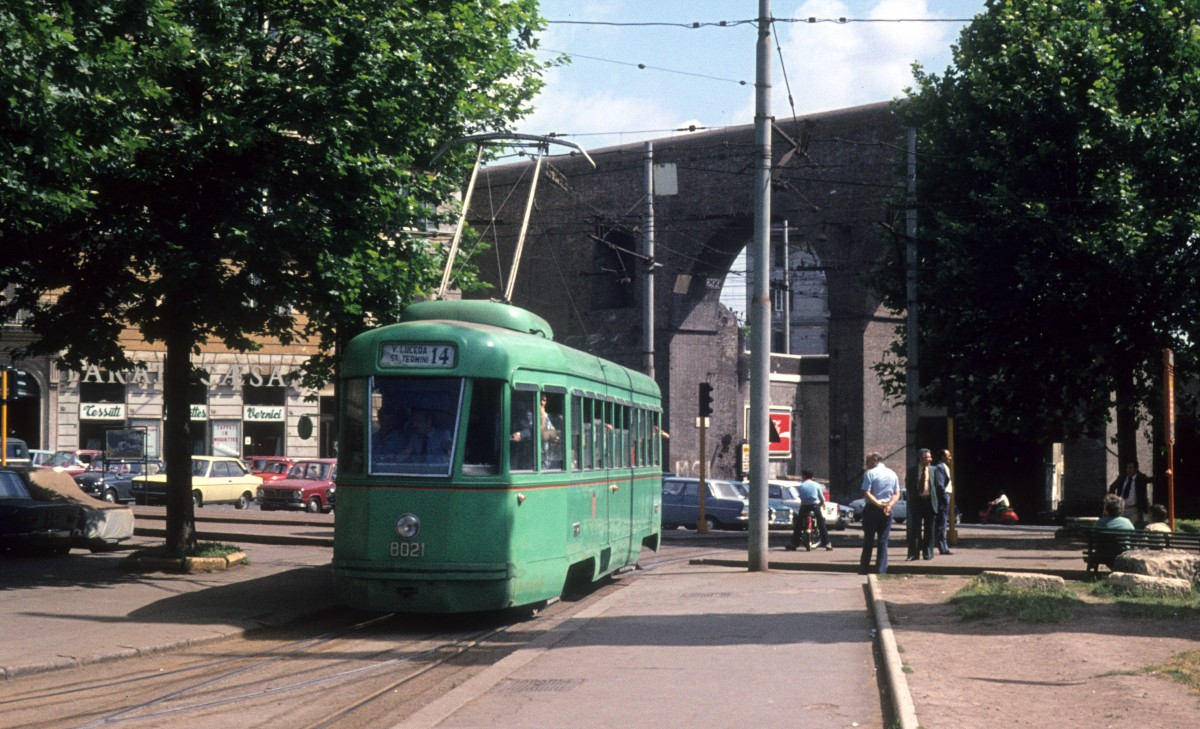
Tram PCC n. 8021, ATAC (Roma), con presa di corrente ad archetto nel 1975

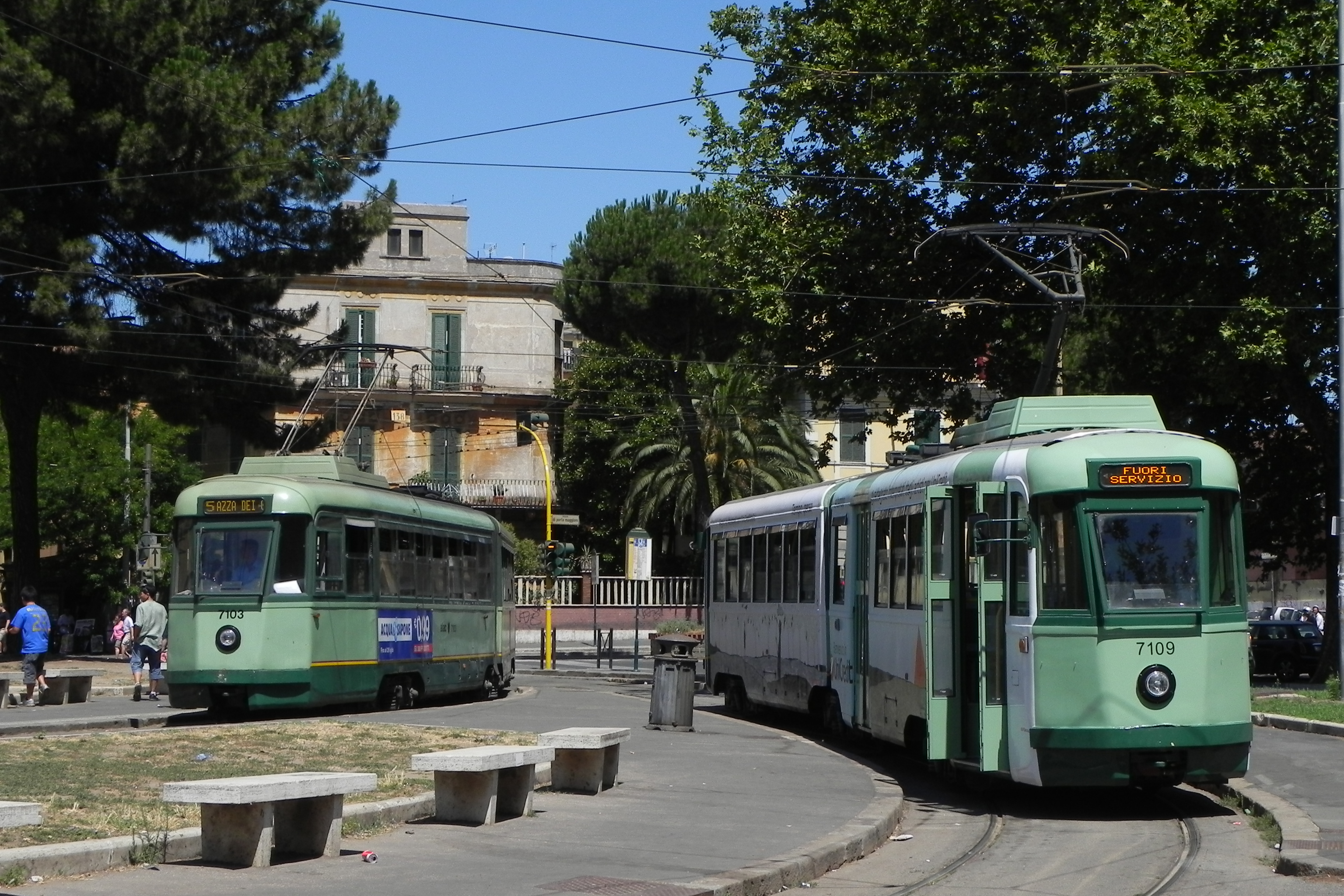
Tram TAS Stanga, ATAC (Roma), n. 7103 con l'archetto e n. 7109 col pantografo monobraccio nel 2012

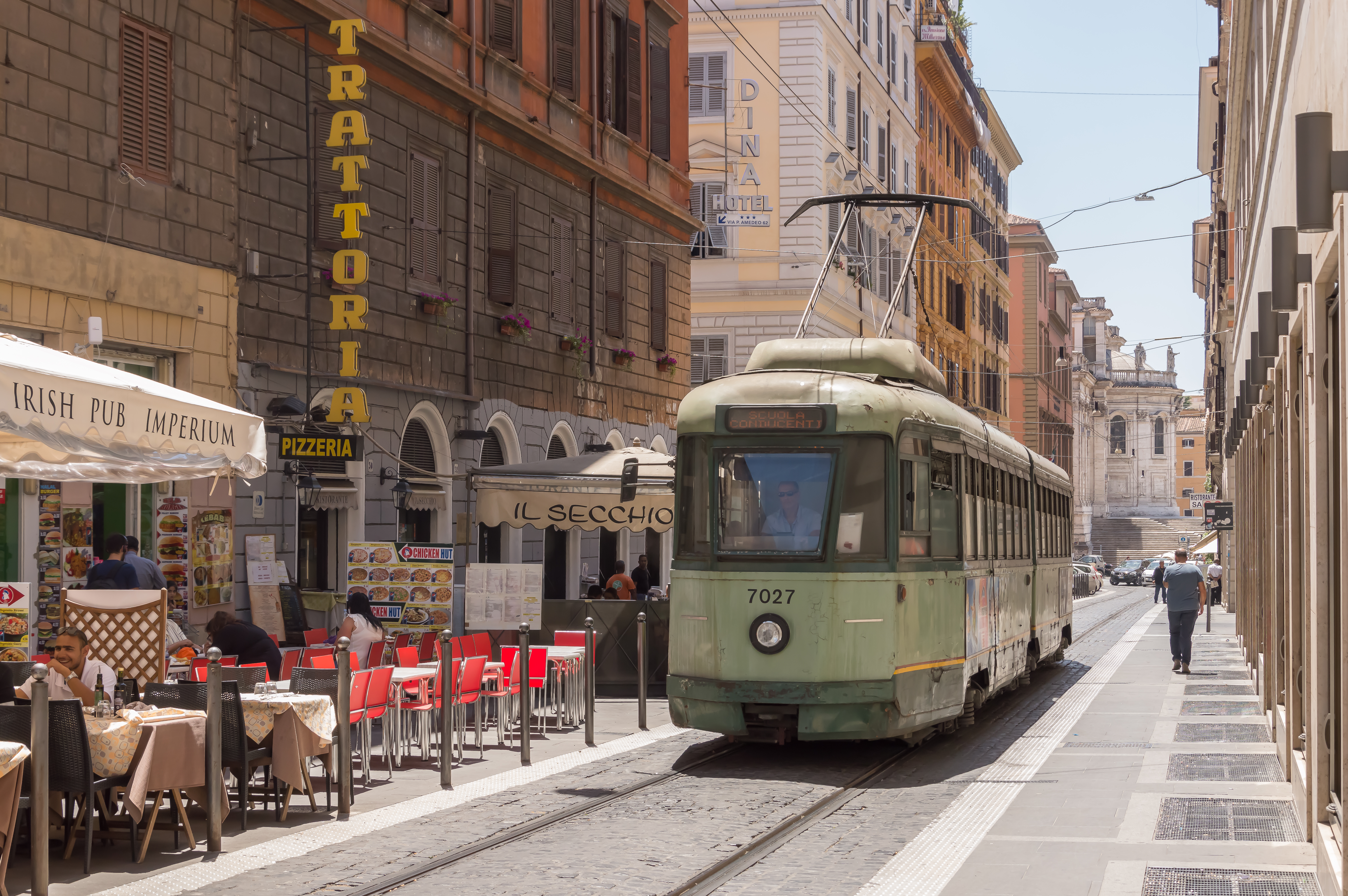
Tram TAS Stanga, ATAC (Roma), n. 7027 con l'archetto nel 2017

L'archetto è quell'organo che, sui tram, permette la captazione dell'energia elettrica dalla linea aerea di contatto soprastante, allo scopo di alimentare le apparecchiature elettriche come i motori e gli eventuali dispositivi ausiliari di bordo.

## Caratteristiche
È costituito da un telaio realizzato con elementi tubolari che sorregge uno strisciante che dalla primitiva forma di arco metallico assunse in seguito forme più piatte, così da garantire un ottimale consumo della parte soggetta a sfregamento con il filo di contatto; tale telaio era incernierato trasversalmente rispetto all'imperiale dei veicoli e collegato, mediante cavi ad alto isolamento, a dispositivi di protezione contro le sovratensioni accidentali e quindi ai circuiti di utilizzazione di bordo.
In genere l'archetto è tenuto in pressione contro la linea aerea elettrica da un sistema di molle simile a quello usato nelle aste di captazione filoviarie e abbassato a mezzo di opportuno tirante isolato.

## Utilizzo e diffusione
Venne diffusamente utilizzato principalmente dalle motrici tranviarie e in alcuni casi anche dalle locomotive elettriche ferroviarie delle ferrovie minori, fino agli anni 1950. 
Gli archetti, in tempi più recenti, sono stati in gran parte sostituiti dai più moderni ed efficienti pantografi anche asimmetrici.
Il più classico, e ancora presente, utilizzo dell'archetto in Italia è sui TAS Stanga in forza all'ATAC di Roma; entrati in servizio dal 1947 con un archetto di forma più rettangolare rispetto a quello classico, che si evolve dai prototipi del 1935 di Mario Urbinati, e del 1941 usato sulla vettura prototipo 7001, dal 2000 è stato anche in questo caso sostituito da regolari pantografi monobraccio, e a inizio 2023 conservano l'archetto solamente le vetture 7017 e 7063 (non vengono considerate la ristorante 7021, fuori servizio dal 2018 e sostituita dalla 7115 ex-508 STEFER, la 7069 e la 7095, ritirate dal servizio ad aprile 2021 e marzo 2022 probabilmente per revisione, che comporterà la sostituzione dell'archetto, e le 8 vetture 7027, 7029, 7031, 7037, 7047, 7051, 7067 e 7081 radiate fra metà 2017 e inizio 2019, ora in attesa di demolizione ad eccezione di due che verranno preservate e restaurate nei prossimi anni).